# Jameda
Jameda (Eigenschreibweise jameda) ist ein Internet-Portal, in dem Patienten nach Ärzten suchen und Ärzte sich selber präsentieren können.

## Geschichte
Jameda wurde 2007 als Plattform gegründet, auf der Ärzte neue Patienten gewinnen und Patienten einen nach ihren Kriterien passenden Arzt finden sollten. Ähnliche Webseiten gab es zu diesem Zeitpunkt zwar schon, dieses Modell hielt man jedoch für neu.
2008 erwarben die Tomorrow Focus AG und der Focus Magazin Verlag Gesellschafteranteile an Jameda. Im Jahr 2011 wurde Tomorrow Focus AG alleinige Gesellschafterin. 2015 erwarb Burda Digital GmbH Jameda für 46 Mio. Euro. 2021 übernahm die polnische DocPlanner Group Jameda.
Laut einer AGOF-Auswertung vom März 2017 hatte Jameda 6,3 Millionen Nutzer pro Monat. Das Portal beinhaltete die Stammdaten von bundesweit 250 000 Ärzten, von denen sich ca. 65.000 bei Jameda registriert hatten, und von weiteren 230 000 Personen aus dem Gesundheitswesen.

## Angebot

### Ärzte
Jameda bietet Praxisinhabern kostenpflichtige Werbeseiten, sogenannte Premiumeinträge, zur Darstellung ihrer medizinischen Leistungen und Dienste an. Es wird allen Ärzten, unabhängig von deren Kundenstatus, ein Schutz vor Schmähkritiken und Beleidigungen garantiert.
Zudem gibt jameda Studien und Umfragen in Auftrag, die z. B. den Stand der Digitalisierung in deutschen Arztpraxen oder das Arzt-Patienten-Verhältnis beleuchten.

### Patienten
Patienten sollen per Suchfunktion einen für sie passenden Arzt finden. Jameda stellt  ein Lexikon und einen Expertenratgeber zur Verfügung, die Informationen zu Gesundheitsthemen vermitteln. Zudem wird auf Jameda angeboten, in teilnehmenden Praxen Arzttermine online zu buchen und einen Arzt per Videosprechstunde zu konsultieren.
Patienten haben auf Jameda die Möglichkeit, die Einträge bzw. Merkmale der Ärzte hinsichtlich Leistungsspektrum, Infrastruktur, Praxisausstattung, Organisation, Verhalten, Erreichbarkeit, Kommunikation, Hygiene, Effizienz und weiterer Kriterien mittels eines vordefinierten Bewertungsschemas zu kommentieren. Dabei besteht kein Klarnamenszwang, d. h. die Bewertung kann pseudonym abgegeben werden. Zudem besteht die Möglichkeit, Erläuterungen in Form von Freitext zu hinterlassen. Die medizinische Fachkompetenz von Ärzten und die Qualität ärztlicher Leistungen kann nach Darstellung von Jameda damit aber nicht bewertet werden (Stand: Jahr 2013).

### Gewerbliche Kunden
Es werden Werbeflächen für Banner- und Anzeigenwerbung in verschiedenen Bereichen des Portals für interessierte Unternehmen bereitgestellt.

## Rezeption und Kritik
Von der Stiftung Warentest wurden im März 2011 neun Arztbewertungsportale beurteilt, darunter auch Jameda. Kritisiert wurde u. a., dass es bislang an der durchschnittlichen Anzahl der Bewertungen pro Arzt mangele, und dass Patientenbewertungen und käufliche Brancheneinträge nicht immer eindeutig voneinander zu unterscheiden seien.
An anderer Stelle wird daran Kritik geübt, dass allgemein das Interesse an einer aktiven Bewertung von Leistungen durch die Patienten denkbar gering und somit eine entsprechende Relevanz nicht gegeben sei. Zudem seien die Möglichkeiten zur Manipulation von Informationen nicht genügend ausgeräumt.
Die Stiftung Warentest bewertete jameda mit der Note 1,9 beim Thema Datenschutz und -sicherheit in ihrer Ausgabe 01/2021.1 Insgesamt getestet wurden sieben Arzttermin-Portale in den Kategorien „Basisschutz persönlicher Daten“ und „Terminvereinbarung“.

### Rechtliche Aspekte
Ein Urteil des OLG Frankfurt von 2012 im Rechtsstreit zwischen einer klagenden Ärztin und Jameda bestätigte den Grundsatz des Rechts auf freie Meinungsäußerung (Art. 5 Abs. 1 GG) auch innerhalb von Arztbewertungsportalen gegenüber Angehörigen von Heilberufen („Ich fühlte mich falsch behandelt....“). Danach müssen sich Ärzte eine Bewertung durch Patienten gefallen lassen, solange diese weder ehrenrührig noch falsch ist und keine unbewiesene Tatsachenbehauptung darstellt („Ich wurde falsch behandelt....“). Jedoch machte das Gericht ebenso klar, dass Meinungsäußerungen immer durch die subjektive Perspektive und ein persönliches Dafürhalten der bewertenden Person gekennzeichnet, und objektive und fachlich fundierte Beurteilungen damit nicht verbunden seien. Ferner unterstellte es dem Nutzer von Portalseiten eine Kenntnis dieses Sachverhaltes und verzichtete damit auf die Verpflichtung der Betreiber, jede einzelne Bewertung durch Patienten auch als solche explizit zu kennzeichnen und entsprechend auf die Subjektivität und Laienhaftigkeit der Aussagen hinzuweisen.
Nach einem Urteil des Bundesgerichtshofes (BGH Urt. v. 1. März 2016, Az.: VI ZR 34/15) kommt Betreibern von Online-Bewertungsportalen für Ärzte eine erhöhte Prüfungspflicht der Beiträge zu. Gestritten hatte ein Zahnarzt mit der Betreiberin der Internetseite, weil er meinte, die bewertete Behandlung habe nie stattgefunden. Jameda prüfte zwar die Bewertung durch Nachfrage bei dem betroffenen Nutzer, zeigte sich jedoch in der Folge nicht bereit, den Beitrag zu entfernen oder die Informationen, die die Behandlung belegen sollten, dem Arzt offenzulegen. Der BGH entschied daraufhin, dass jameda eine erhöhte Prüfungspflicht zukommt, wenn Beiträge von bewerteten Ärzten gerügt werden und dass die Informationen, soweit es nach § 12 Abs. 1 TMG zulässig ist, an den Arzt weitergegeben werden müssen.
Nach eigenen Angaben verfügt Jameda über ein mehrstufiges, teilautomatisiertes System zur Sicherstellung der Qualität der Patientenbewertungen (Stand 2013).